# 盧卡什夫卡 (喬爾諾拜區)
49°36′54″N 32°29′2″E / 49.61500°N 32.48389°E
盧卡希夫卡（烏克蘭語：Лукашівка）是位於烏克蘭中部的村莊，由切爾卡瑟州佐洛托諾沙區的喬爾諾拜市鎮負責管轄。該村始建於十七世紀，面積5.09平方公里，海拔高度110米，2001年人口949，人口密度每平方公里186.5人。